# Кадрин
Кадри́н (возможно, от монг. хадран — ёрш) — река в России, приток Катуни.
Протекает в Улаганском и Онгудайском районах Республики Алтай. Устье реки находится в 324 км по правому берегу реки Катуни. Длина — 95 км, площадь водосборного бассейна — 1820 км².
Берёт начало из озера Белтир на водоразделе речных систем Бии и Катуни, в Улаганском районе. Первые 1,5 км ручей течёт на юго-запад, после чего делает крутой поворот на север в глубокую узкую долину, протекая через озёра Аккёль, Кадытаккёль и Ситенкёль. Между озёрами и далее на протяжении нескольких километров Кадрин не имеет поверхностного течения, вода идёт под землёй. Это связано как с большим количеством рыхлых отложений в долине, так и с карстовыми явлениями. Далее Кадрин плавно поворачивает на северо-запад и через 15 км сливается с правым притоком Улусуком, который даёт больше воды, чем сам Кадрин. После этого Кадрин окончательно поворачивает на запад до впадения в Катунь. Река имеет ряд порогов высокой сложности, представляющих спортивный интерес, а также Сугарский водопад высотой 6 м, вблизи впадения левого притока Сугары. Долина Кадрина глубокая, заросшая хвойной тайгой, населённые пункты отсутствуют, практически не тронута хозяйственной деятельностью.
По реке Кадрин проходит граница Государственного природного биологического заказника регионального значения «Сумультинский». Территория правобережья от устья реки Кадрин вверх по её течению до истоков, включая озера Ситинкёль и Аккёль отнесена к территории заказника. Природный биологический заказник «Сумультинский» был создан в 2002 году. Имеет категорию ООПТ согласно классификации Международного союза охраны природы — управляемый природный резерват (сохранение мест обитаний и видов через активное управление).
По данным государственного водного реестра России относится к Верхнеобскому бассейновому округу. Речной бассейн — (Верхняя) Обь до впадения Иртыша, речной подбассейн — Бия и Катунь, водохозяйственный участок — Катунь.

## Притоки
(расстояние от устья)
- 10 км: Таммалык (пр)
- 14 км: Карасу (приток Кадрина) (пр)
- 15 км: Кольде-Оюк (лв)
- 18 км: Иртен (лв)
- 21 км: Тузак (пр)
- 26 км: Улюстон (лв)
- 37 км: Когонек (пр)
- 42 км: Челинташ (лв)
- 45 км: Одунсук (пр)
- 47 км: Сугары (лв)
- 52 км: Ачин (пр)
- 60 км: Улусук (пр)
- 70 км: Таскыл (пр)
- 85 км: Есконго (лв)